# Taeniophallus quadriocellatus
Espèce
Taeniophallus quadriocellatus  est une espèce de serpents de la famille des Dipsadidae.

## Répartition
Cette espèce est endémique de l'Est du Brésil.

## Étymologie
Son nom d'espèce, du préfixe latin quadri-, « quatre », et ocellus, « petit œil », fait référence aux quatre ocelles bordées de noir se trouvant sur sa tête et le début de son tronc.

## Publication originale
- Santos, Di-Bernardo & de Lema, 2008 : New Species of the Taeniophallus occipitalis Group (Serpentes, Colubridae) from Eastern Amazonia, Brazil. Journal of Herpetology, vol. 42, no 3, p. 419-426.